# Jan Václav Stich
Jan Václav Stich, niem. Johann Wenzel Stich, także Giovanni Punto (ur. 28 września 1746 w Žehušicach, zm. 16 lutego 1803 w Pradze) – czeski kompozytor, waltornista i skrzypek.

## Życiorys
Urodził się jako poddany w dobrach hrabiego Josepha Johanna von Thun, jego ojciec był stangretem. Dzięki protekcji hrabiego został posłany na naukę, uczył się gry na rogu u Josefa Matějki w Pradze, Jana Šindelářa w Monachium oraz Karla Houdka i Antona Josepha Hampla w Dreźnie. W latach 1763–1766 grał w kapeli hrabiego Thuna w Pradze. Zbiegł jednak ze służby i zaczął wieść żywot wolnego artysty. Po 1768 roku podróżował z koncertami po Europie, posługując się włoskim nazwiskiem Giovanni Punto. Od 1769 do 1774 roku grał w kapeli arcybiskupa-elektora Moguncji. W 1778 roku podczas występu w Paryżu spotkał W.A. Mozarta, który zachwycił się jego grą. W 1781 roku występował w kapeli dworskiej biskupa w Würzburgu, zaś w 1782 roku wyjechał do Paryża, gdzie został członkiem kapeli księcia d’Artois. Po wybuchu rewolucji francuskiej występował w paryskim Théâtre des Variétés-Amusantes. W 1799 roku wyjechał do Monachium, a rok później do Wiednia, gdzie poznał Ludwiga van Beethovena. Beethoven pod silnym wrażeniem umiejętności Sticha napisał dla niego Sonatę F-dur op. 17 na fortepian i róg, którą wspólnie wykonali podczas koncertu 18 kwietnia 1800 roku. W 1801 roku osiadł w Pradze, koncertując sporadycznie z Janem Ladislavem Dusskiem.

## Twórczość
Uważany na najwybitniejszego waltornistę II połowy XVIII wieku, przyczynił się do spopularyzowania rogu jako instrumentu solowego. W jego grze ceniono czystość intonacji, piękny ton, niuanse w cantabile, łatwe operowanie wysokimi dźwiękami, a także oryginalną ornamentykę. 
Skomponował 11 koncertów na róg, 3 kwintety na róg, flet lub obój, skrzypce, fagot i wiolonczelę, 20 triów na 3 rogi, 56 duetów na 2 rogi, 6 triów na flet, skrzypce i fagot. Napisał podręcznik do gry na rogu (wyd. Paryż ok. 1798) i zbiór ćwiczeń na ten instrument (wyd. Paryż 1795, 2. wydanie 1800).